# 陸奇 (宣德進士)
陸奇（1395年—？），字仲謨，河南汝寧府光州人，明朝政治人物。進士出身。

## 生平
河南鄉試第七十九名。宣德五年（1430年）丁丑科會試第五十名，殿試登進士第二甲第十六名。

## 家族
曾祖父陸高。祖父陸壽。父亲陸榮。